# أوين نولان
أوين نولان هو لاعب هوكي الجليد كندي، ولد في 12 فبراير 1972 في بلفاست في المملكة المتحدة.

## وصلات خارجية
- أوين نولان على موقع دوري الهوكي الوطني (الإنجليزية)
- أوين نولان على موقع قاعة مشاهير الهوكي (لاعب أن.إتش.أل) (الإنجليزية)
- أوين نولان على موقع EliteProspects.com (الإنجليزية)
- أوين نولان على موقع Eurohockey.com (الإنجليزية)
- أوين نولان على موقع HockeyDB.com (الإنجليزية)
- أوين نولان على موقع Hockey-Reference.com (الإنجليزية)
- أوين نولان على موقع اللجنة الأولمبية الدولية (الإنجليزية)
- أوين نولان على موقع أوليمبيديا (الإنجليزية)
- أوين نولان على موقع اللجنة الأولمبية الكندية (الإنجليزية)